# Cerkiew Narodzenia św. Jana Chrzciciela w Pasynkach
Cerkiew pod wezwaniem Narodzenia św. Jana Chrzciciela – prawosławna cerkiew parafialna w Pasynkach. Należy do dekanatu Bielsk Podlaski diecezji warszawsko-bielskiej Polskiego Autokefalicznego Kościoła Prawosławnego.
Świątynię zbudowano w 1891. Wzniesiona na planie krzyża, na kamiennej podmurówce, drewniana, o konstrukcji zrębowej, orientowana. Od frontu kruchta. Prezbiterium mniejsze od nawy, zamknięte trójbocznie, z dwiema bocznymi zakrystiami. Przy wszystkich wejściach (głównym i dwoma bocznymi) obszerne ganki z kopułkami. Nad kruchtą wieża (u dołu czworoboczna, wyżej ośmioboczna), zwieńczona ostrosłupowym blaszanym hełmem z kopułką. Wszystkie dachy cerkwi blaszane. Nad końcową częścią nawy bęben z ośmiobocznym dachem (o ściętych narożach), zwieńczonym wieżyczką z okazałym, baniastym hełmem. Nad pozostałą częścią nawy i prezbiterium dachy jednokalenicowe. Wnętrze ozdobione polichromiami wykonanymi w latach 90. XX w. Wokół cerkwi ogrodzenie (murowane, z metalowymi przęsłami) z 2000 r. 
Świątynię gruntownie remontowano w latach 80. i 90. XX w.
Cerkiew została wpisana do rejestru zabytków 12 stycznia 1993 pod nr A-36.

## Galeria

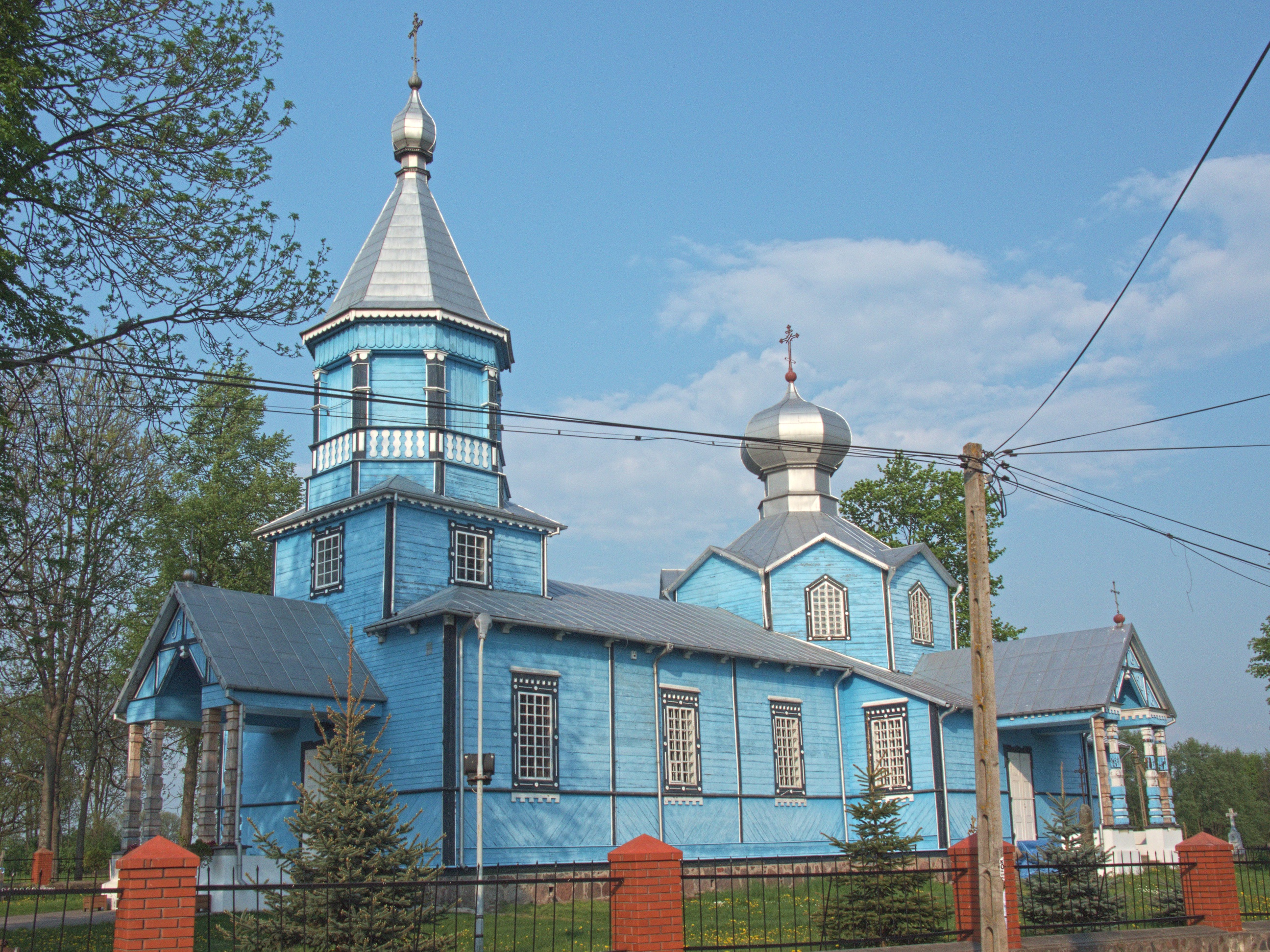
Widok ogólny
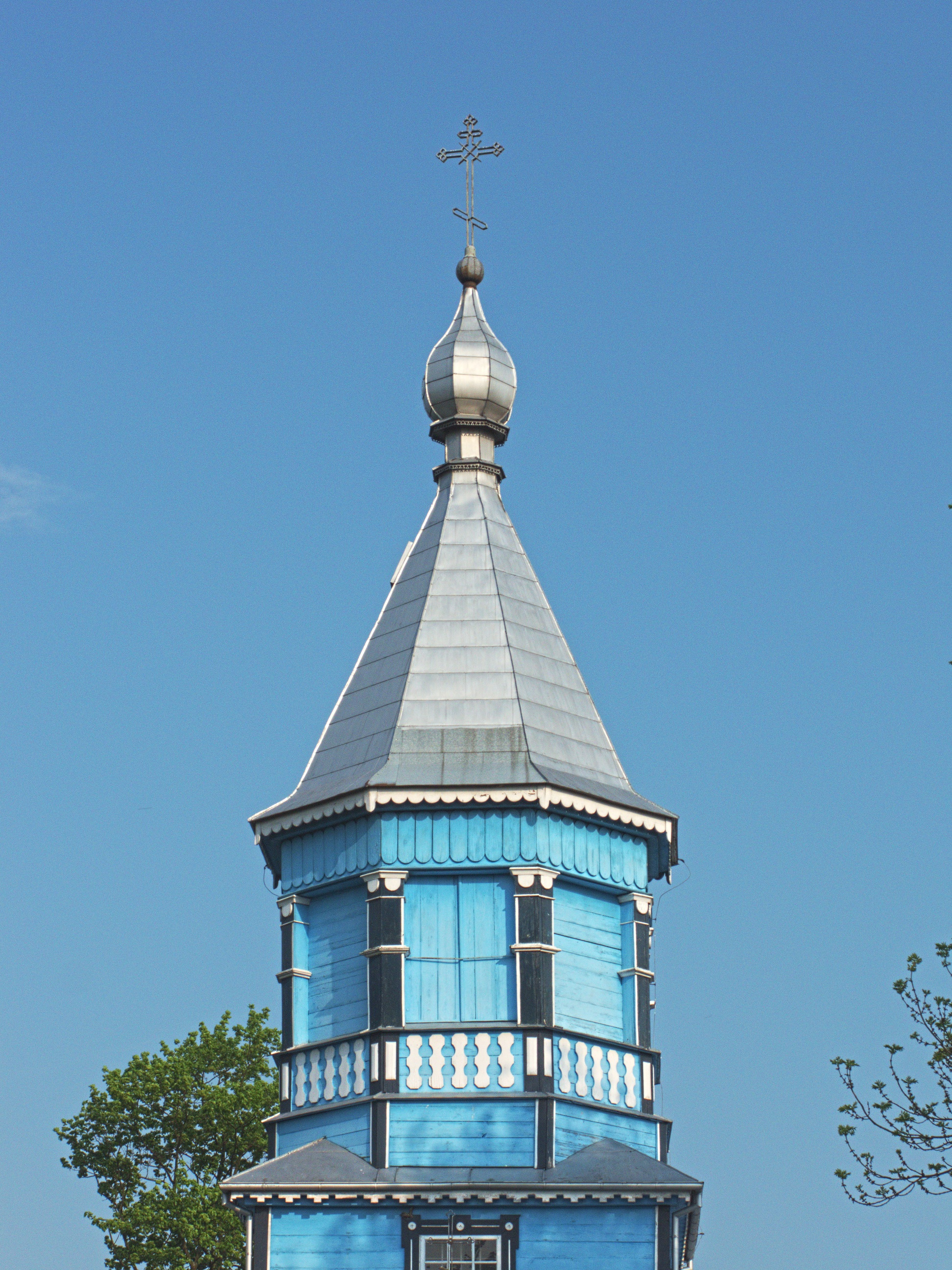
Wieża-dzwonnica
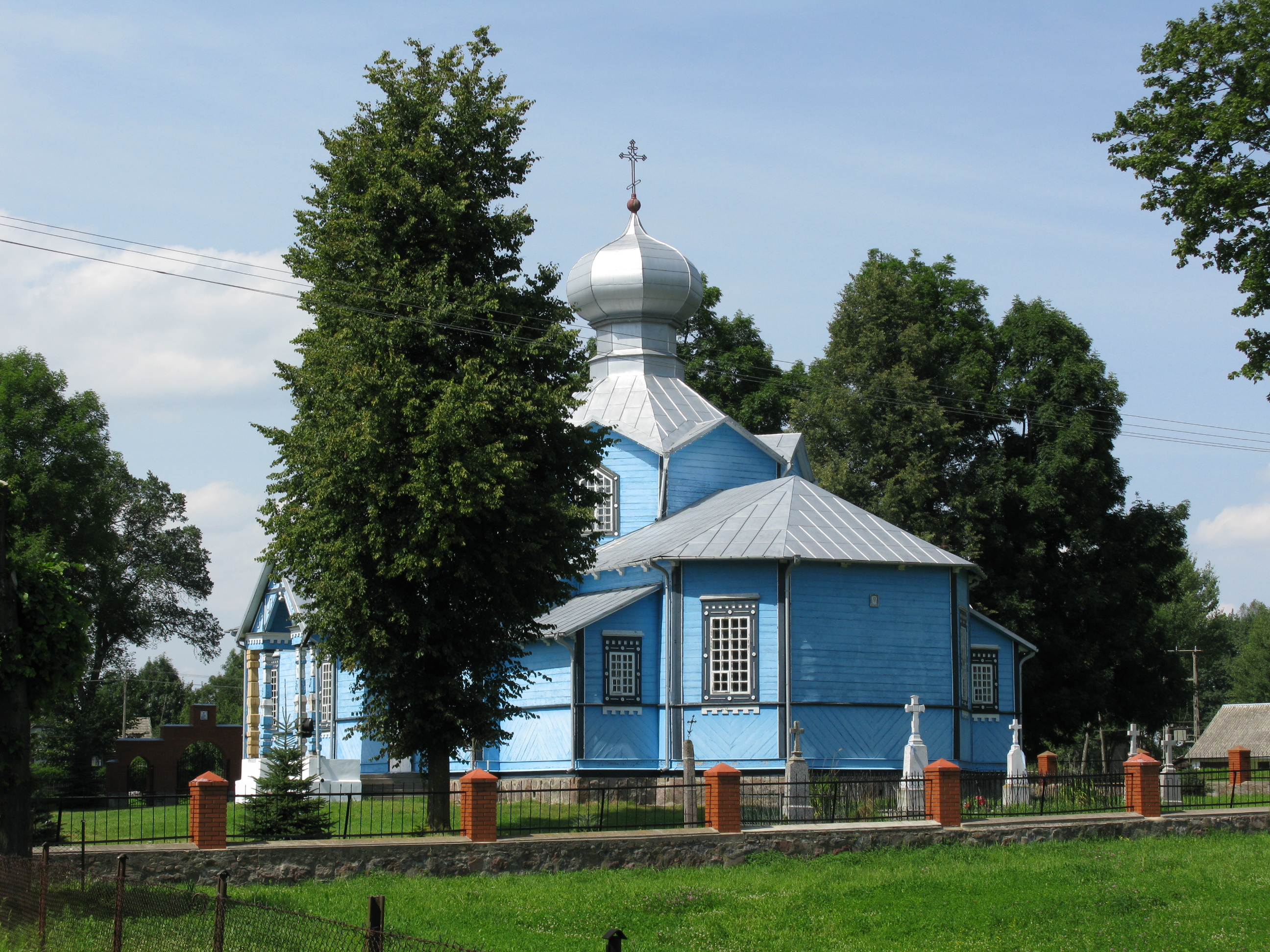
Widok od strony prezbiterium